# Kittitas (Washington)
Kittitas je grad u američkoj saveznoj državi Washington. Prema popisu stanovništva iz 2010. u njemu je živjelo 1.381 stanovnika.